# Сто мужчин и одна девушка
«Сто мужчин и одна девушка» (англ. One Hundred Men and a Girl) — музыкальная комедия 1937 года, главную роль в которой сыграла поющая актриса Дина Дурбин. Это было третьим появлением юной актрисы на экране. В 14 лет она дебютировала в короткометражном фильме «Каждое воскресенье» (1936) с юной партнёршей Джуди Гарленд (студия MGM), затем, перейдя в кинокомпанию Universal, снялась в первом полнометражном фильме «Три милых девушки». Две этих киноленты («Три милых девушки» и «Сто мужчин и одна девушка») спасли Universal от банкротства, к которому студия на тот период была близка. Фильм «Сто мужчин и одна девушка» собрал кассу в 2 270 200 долларов (с учётом инфляции на сегодняшний день это 74 миллиона долларов).

## Сюжет
Манхэттенский тромбонист Джон Кардуэлл уже два года без работы. Ему отчаянно хочется встретиться со знаменитым дирижёром Леопольдом Стоковским в надежде получить работу в его оркестре, но сотрудники концертного зала, в котором тот дирижировал, раз за разом вышвыривают его на улицу, даже не дав приблизиться к маэстро.
Что теперь делать? У Кардуэлла уже давно просрочена арендная плата за квартиру и ему с дочерью-подростком Патрицией придётся выселяться. По воле случая, Кардуэлл находит у дверей в концертного зала оброненный некой посетительницей кошелёк, набитый наличными и не успевает окликнуть хозяйку, уехавшую в автомобиле. Возвратившись домой, Кардуэлл был атакован квартирной хозяйкой миссис Тайлер и рассчитался с ней по долгу, достав из найденного им кошелька 52 доллара. Когда миссис Тайлер и его дочь Патриция спрашивают его, откуда у него появились деньги, он в замешательстве, не зная, как ему выкрутиться из этой ситуации, лжёт, что его приняли на работу в оркестр Стоковского и выдали ему аванс. Однако Патриция раскрывает обман и отцу приходится признаться дочери о происхождении наличных. Стыдясь за него, она настаивает на том, чтобы вернуть кошелёк его богатой владелице (причём для этого не было никаких затруднений, так как в кошельке были координаты хозяйки).
К владелице кошелька миссис Фрост она попадает в разгар вечеринки с коктейлями и большим количеством гостей. Узнав, что Патриция умеет петь, хозяйка дома просит её что-нибудь исполнить. Услышав, как она поёт «Сердце свободно» и узнав с из её рассказа о бедственном положении отца и других безработных музыкантов, миссис Фрост даёт девушке спонтанное обещание, что проспонсирует её оркестр. Но уже на следующий день богатая эксцентричная дама забывает о своём обещании и уезжает в европейское турне. Патриция тем не менее развивает бурную деятельность, собирая оркестрантов, зная о многих других музыкантах, таких же, как и её отец, находящихся в бедственном положении. Они репетируют в гараже, но через несколько дней, когда Патриция идёт к миссис Фрост, чтобы сообщить о том, что всё готово для прослушивания, она узнаёт, что её неблагонадёжная спонсорша находится на отдыхе в Европе. Тогда она обращается к её мужу, мистеру Фросту с тем же предложением, однако он не интересуется симфонической музыкой и отказывает в спонсорской помощи, тем более никому неизвестным музыкантам. Похоже, что для Патриции и её музыкантов всё может закончиться печально, но не в характере нашей героини отступать…
Патриция решает во что бы то ни стало любыми путями добраться до знаменитого дирижёра Стоковского, чтобы представить ему свой оркестр и заручиться его поддержкой. В конце концов настойчивой девушке всё удаётся и сам Леопольд Стоковский перестаёт сопротивляться, услышав, как играют её музыканты. В заключительной сцене, Патриция на сцене концертного зала поёт арию из «Травиаты» в сопровождении своего оркестра, дирижируемого самим маэстро.

## В ролях
- Дина Дурбин — Патриция Кардуэлл
- Леопольд Стоковский — играет сам себя
- Адольф Менжу — Джон Кардуэлл
- Элис Брейди — миссис Фрост
- Юджин Паллетт — Джон Р. Фрост
- Миша Ауэр — Майкл Бородофф
- Билли Гилберт — хозяин гаража
- Альма Крюгер — миссис Тайлер
- Фрэнк Дженкс — таксист
- Джек Малхолл — Рудольф

В титрах не указаны
- Хейни Конклин — Бен Дэвис, скрипач
- Розмари Лапланш — девушка

## Премьеры
- США — национальная премьера фильма состоялась 5 сентября 1937 года в Лос-Анджелесе[3].
- — европейская премьера прошла 15 октября 1937 года в Париже (Франция)[3].
- — с 8 ноября 1937 года фильм демонстрировался на киноэкранах Швеции[3].
- — с 23 ноября 1937 года фильм шёл на киноэкранах Венгрии[3].
- — с 23 декабря 1937 года в Японии[3].
- — с 6 января 1938 года в Австралии[3].
- — с 16 февраля 1938 года в Аргентине[3].
- — с 22 июля 1938 года в Италии[3].
- — в 1938 года фильм вышел в прокат Чехословакии[3].
- — в советском прокате с 8 апреля 1940 года[3].

## Премии и номинации
10-я церемония вручения наград премии «Оскар» (1938)
Выиграны:
- премия за лучшую музыку к фильму — Чарльз Превин

Номинации:
- Лучший фильм 1937 года
- Лучший оригинальный сюжет — Ханс Крели
- Лучший звук — Гомер Г. Таскер
- Лучший монтаж — Бернард В. Бёртон

## О фильме
К концу 1930-х годов Universal, как и большинство голливудских студий, испытывала серьёзные финансовые трудности. Великая депрессия длилась в Соединённых Штатах уже почти восемь лет, и хотя цены на кинобилеты стоили около 10 центов, большинству американцев и эту сумму было трудно найти. Крайне успешные для Universal фильмы про монстров, начавшиеся в 1920-х годах с кинолент с участием Лона Чейни и продолжившиеся в 1930-х популярными хитами с Белой Лугоши и Борисом Карлоффым, иссякли к 1937 году, и студия отчаянно нуждалась в большой звезде. Этой звездой оказалась пятнадцатилетняя певица, от которой недавно отказалась компания «Метро-Голдвин-Майер». Её звали Дина Дурбин.
Впервые Дурбин привлекла продюсера Джо Пастернака, когда он и его партнёр, режиссёр Генри Костер (которого в частной жизни зачастую звали «Бобби»), искали актрису для своего первого фильма в студии Universal «Три милых девушки» (1936). Позже Пастернак написал в своей автобиографии: «Нам нужна была двенадцатилетняя девочка с невероятным очарованием, которую когда-то по праву называли возлюбленной Америки» (такое прозвище в 1910-х—1920-х гг. было у популярной звезды немого кино Мэри Пикфорд). Этот поиск оказался безуспешным, пока Пастернак не поговорил с режиссёром по кастингу Руфусом Ле Мером, который только что пришёл в Universal из MGM. Руфус ухмыльнулся: «Думаю, я знаю, где найти такую девушку. На самом деле, у тебя есть выбор из двух», Выбор? Мой голос дрогнул. Ведь я просил другую Мэри Пикфорд, а этот человек говорит, что их больше, чем одна. «У них в MGM две девочки на контракте. Думаю, у них обеих огромные возможности. Я попрошу фильм и покажу его для вас. Я почти уверен, что Метро бросят одну из них».
«Я едва мог дождаться следующего дня, когда появится возможность посмотреть этот фильм. Всё, что Руфус сказал, было правильно. Девушка была тёплой, милой, естественной, обаятельной. Она пела так, чтобы завоевать ваше сердце. «Вот это девочка», — закричал я, когда свет погас в проекционном зале. — Что скажешь, Бобби? Бобби согласился. Мы обернулись, излучая огромные улыбки Руфусу. Он молчал, уставившись на нас, не в силах произнести ни слова. «Что случилось, Руфус?» Я сказал: «Вы разве не понимаете? Она нам нравится, она потрясающая. Вы можете вызывать её». Небольшой поток слов, наконец, вышел из Руфуса: «Помнишь, я говорил тебе, что у них две девочки и бросят они одну? Так вот, это та, которую они решили оставить.
MGM выбрал Джуди Гарланд.
Ле Мер предложил посмотреть на вторую девушку. Из воспоминаний Пастернака: «В тот момент, когда лицо девушки вспыхнуло на экране, мы с Бобби сели. Бобби сидел в кресле сразу за мной. Он не сказал ни слова, просто наклонился вперёд и положил руку мне на плечо. Девушка была милой, она не выделывалась и не притворялась; она была естественной; она была красивой; пышущей здоровьем и она прекрасно пела с умением и способностями, намного превосходящими её годы». Этой девочкой была Дина Дурбин, и она получила роль.
«Три милых девушки» был достойным хитом для Universal, и команде Пастернака и Костера, с которыми студия обращалась как с любителями, была дана возможность сделать вторую картину. Поскольку их первый успех мог считаться случайностью, Пастернаку и Костеру предоставлялась ещё одна возможность доказать свои способности. Историю, положенную в основу фильма «Сто мужчин и одна девушка» можно понять только с точки зрения середины 1930-х годов, когда эта страна всё ещё страдала от последствий Великой депрессии, а платёжеспособных симфонических оркестров было немного. «У Universal были серьёзные возражения против этой истории: мы не должны рассказывать истории о безработных, да ещё и в фильме о симфоническом оркестре... Это кассовое убийство, — примерно так реагировали боссы студии на этот проект. Тем не менее, мы настаивали и в конце концов получили одобрение, чтобы сделать историю, которую мы хотели. Тогда проблема заключалась в том, чтобы убедить [знаменитого дирижёра Леопольда] Стоковского. Нам сказали, что это будет нелегко. Во-первых, возможно, он не хотел бы «унизить себя»; высоколобые критики всегда писали о музыке к фильмам так, как когда-то драматурги относились к детским кинофильмам, как к пыли под колёсами колесницы настоящего художника. Что самому Стоковскому будет сложно, нас предупредили».
К 1930-м годам Леопольд Стоковский превратил Филадельфийский симфонический оркестр в тот, о котором любящий покритиковать Сергей Рахманинов, отзывался как о величайшем в мире. Сам Стоковский был чем-то вроде иконы — его фирменные длинные седые волосы и царственная осанка, которым подражали многие. Неудивительно, что Пастернак волновался. В конце концов, как он сам писал: «Следует помнить, что до этого времени, за некоторыми небольшими исключениями, симфонические дирижёры не фигурировали и не играли в популярных кинофильмах».
«Я позвонил Стоковскому в голливудскую квартиру, в которой он жил в то время [...] Я рассказал ему обо всём противостоянии, с которым я столкнулся, желая сделать картину с участием целого симфонического оркестра. Это заинтриговало его. [...] Тем не менее, его было непросто убедить».
Когда Стоковский спросил Пастернака, почему он хочет снять фильм с классической музыкой, Пастернак ответил: «Раньше меня раздражали мои европейские друзья. Для них Америка — это рассрочка, консервированный суп и подержанные машины. Они всегда удивляются, что миллионам американцев нравятся хорошие картины, хорошая музыка и хорошие танцы. Я хочу доказать, что американцы также ценят качество самого высокого уровня». «Я сделаю это», — сказал Стоковский, услышав эти слова.
Несмотря на первоначальный скептицизм Universal, история о дочери безработного музыканта, которая мечтает о том, чтобы её отец получил работу у Леопольда Стоковского; и маловероятное сочетание Дурбин и Стоковского, — этот фильм стал большим хитом не только для публики, но и для высоколобых кинокритиков. Питер Голуэй в The New York Statesman написал следующее «Бесполезно притворяться, что я достаточно жёсток, чтобы противостоять чарам мисс Дины Дурбин. Откровенные глаза, приоткрытые губы, электрическая энергия, удивительный голос; если это сработает на 50 миллионов зрителей или около того, то, безусловно, критик может быть помилован за то, что немного колеблется на своей профессиональной основе. Ибо это чистая сказка, которая запоминается надолго». Академия кинематографических искусств и наук была также очарована. Фильм был номинирован на пять премий «Оскар», выиграл в одной номинации «Лучшая оригинальная музыка к фильму».